# بيلي إد ويلر
بيلي إد ويلر (بالإنجليزية: Billy Edd Wheeler)‏ هو كاتب أغاني أمريكي، ولد في 9 ديسمبر 1932 في مقاطعة بوون في الولايات المتحدة.

## وصلات خارجية
- بيلي إد ويلر على موقع IMDb (الإنجليزية)
- بيلي إد ويلر على موقع ميوزك برينز (الإنجليزية)
- بيلي إد ويلر على موقع قاعدة بيانات برودواي على الإنترنت (الإنجليزية)
- بيلي إد ويلر على موقع أول ميوزيك (الإنجليزية)
- بيلي إد ويلر على موقع ديسكوغز (الإنجليزية)